# Seznam ministrů financí České republiky
Seznam ministrů financí České republiky představuje chronologický přehled osob, členů vlády České republiky, působících v tomto úřadu. Nejdéle působícím ministrem v rámci samostatné republiky byl Miroslav Kalousek (KDU-ČSL, později TOP 09).

## V rámci československé federace
| Pořadí | Portrét               | Ministr         | Funkční období    | Funkční období    | Funkční období | Strana          | Strana                          | Vláda    |
| Pořadí | Portrét               | Ministr         | Nástup do úřadu   | Opuštění úřadu    | Dny v úřadu    | Strana          | Strana                          | Vláda    |
| ------ | --------------------- | --------------- | ----------------- | ----------------- | -------------- | --------------- | ------------------------------- | -------- |
| 1.     | Není dostupný portrét | Leopold Lér     | 8. ledna 1969     | 17. prosince 1973 | 1804           |                 | KSČ                             | Rázl     |
| 1.     | Není dostupný portrét | Leopold Lér     | 8. ledna 1969     | 17. prosince 1973 | 1804           | Kempný a Korčák | KSČ                             |          |
| 1.     | Není dostupný portrét | Leopold Lér     | 8. ledna 1969     | 17. prosince 1973 | 1804           | Korčák II.      | KSČ                             |          |
| 2.     | Není dostupný portrét | Jaroslav Tlapák | 17. prosince 1973 | 18. června 1986   | 4566           | KSČ             | Korčák II.                      |          |
| 2.     | Není dostupný portrét | Jaroslav Tlapák | 17. prosince 1973 | 18. června 1986   | 4566           | KSČ             | Korčák III.                     |          |
| 2.     | Není dostupný portrét | Jaroslav Tlapák | 17. prosince 1973 | 18. června 1986   | 4566           | KSČ             | Korčák IV.                      |          |
| 3.     | Není dostupný portrét | Jiří Nikodým    | 18. června 1986   | 29. června 1990   | 1472           | KSČ             | Korčák, Adamec, Pitra a Pithart |          |
| 4.     |                       | Karel Špaček    | 29. června 1990   | 2. července 1992  | 734            |                 | OF                              | Pithart  |
| 4.     | OH                    | Karel Špaček    | 29. června 1990   | 2. července 1992  | 734            |                 |                                 | Pithart  |
| 5.     | Není dostupný portrét | Ivan Kočárník   | 2. července 1992  | 31. prosince 1992 | 182            |                 | ODS                             | Klaus I. |

## V rámci samostatné republiky
| Pořadí | Portrét               | Ministr           | Funkční období    | Funkční období    | Funkční období | Strana                      | Strana             | Vláda         |
| Pořadí | Portrét               | Ministr           | Nástup do úřadu   | Opuštění úřadu    | Dny v úřadu    | Strana                      | Strana             | Vláda         |
| ------ | --------------------- | ----------------- | ----------------- | ----------------- | -------------- | --------------------------- | ------------------ | ------------- |
| 1.     | Není dostupný portrét | Ivan Kočárník     | 1. ledna 1993     | 2. června 1997    | 1613           |                             | ODS                | Klaus I.      |
| 1.     | Není dostupný portrét | Ivan Kočárník     | 1. ledna 1993     | 2. června 1997    | 1613           | Klaus II.                   | ODS                |               |
| 2.     |                       | Ivan Pilip        | 3. června 1997    | 22. července 1998 | 414            | Klaus II.                   | ODS                |               |
| 2.     |                       | Ivan Pilip        | 3. června 1997    | 22. července 1998 | 414            | US                          | Tošovský           |               |
| 3.     | Není dostupný portrét | Ivo Svoboda       | 22. července 1998 | 20. července 1999 | 363            |                             | ČSSD               | Zeman         |
| 4.     |                       | Pavel Mertlík     | 21. července 1999 | 12. dubna 2001    | 631            | ČSSD                        |                    | Zeman         |
| 5.     |                       | Jiří Rusnok       | 13. dubna 2001    | 15. července 2002 | 458            | ČSSD                        |                    | Zeman         |
| 6.     |                       | Bohuslav Sobotka  | 15. července 2002 | 4. září 2006      | 1512           | ČSSD                        | Špidla             |               |
| 6.     | Gross                 | Bohuslav Sobotka  | 15. července 2002 | 4. září 2006      | 1512           | ČSSD                        |                    |               |
| 6.     | Paroubek              | Bohuslav Sobotka  | 15. července 2002 | 4. září 2006      | 1512           | ČSSD                        |                    |               |
| 7.     | Není dostupný portrét | Vlastimil Tlustý  | 4. září 2006      | 9. ledna 2007     | 127            |                             | ODS                | Topolánek I.  |
| 8.     |                       | Miroslav Kalousek | 9. ledna 2007     | 8. května 2009    | 850            |                             | KDU-ČSL            | Topolánek II. |
| 9.     | Není dostupný portrét | Eduard Janota     | 8. května 2009    | 13. července 2010 | 431            |                             | nestraník nom. ODS | Fischer       |
| 10.    |                       | Miroslav Kalousek | 13. července 2010 | 10. července 2013 | 1093           |                             | TOP 09             | Nečas         |
| 11.    | Jan Fischer           | Jan Fischer       | 10. července 2013 | 29. ledna 2014    | 203            |                             | nestraník          | Rusnok        |
| 12.    | Andrej Babiš          | Andrej Babiš      | 29. ledna 2014    | 24. května 2017   | 1211           |                             | ANO                | Sobotka       |
| 13.    | Ivan Pilný            | Ivan Pilný        | 24. května 2017   | 13. prosince 2017 | 203            |                             | ANO                | Sobotka       |
| 14.    | Alena Schillerová     | Alena Schillerová | 13. prosince 2017 | 17. prosince 2021 | 1465           | nestr. za ANO (do 2021) ANO | Babiš I.           |               |
| 14.    | Alena Schillerová     | Alena Schillerová | 13. prosince 2017 | 17. prosince 2021 | 1465           | nestr. za ANO (do 2021) ANO | Babiš II.          |               |
| 15.    |                       | Zbyněk Stanjura   | 17. prosince 2021 | úřadující         | 1161           |                             | ODS                | Fiala         |